# انسلی کارگیل
 انسلی کارگیل (انگلیسی: Ansley Cargill؛ زاده ۵ ژانویهٔ ۱۹۸۲) یک تنیس‌باز اهل ایالات متحده آمریکا است.